# 李成瑞
李成瑞（1922年1月16日—2017年2月11日），男，直隶（今河北）唐县人，中華人民共和國统计学家、经济学家、左派人物，曾任李先念秘书及国家统计局局长。

## 生平
李成瑞生于河北省唐县淑闾村，父亲李登魁是抗日烈士。1937年11月，李成瑞参加中国共产党领导的革命，投身敌后抗日战争，任唐县人民武装抗日自卫会宣传队员。1943年1月加入中国共产党。华北联合大学第一期毕业。抗日战争前期，历任晋察冀边区政府《救国报》编辑、记者，民族革命通讯社晋察冀边区分社记者，晋察冀边区政府机关刊物《边政导报》编辑室主任编辑。1943年至1945年，历任晋察冀边区政府财政处干事、晋察冀边区政府财政处税务科科长，研究拟定农民负担办法、征收救国公粮、支援晋察冀边区部队，曾多次奉派到敌人碉堡林立的敌后游击区从事抗日“两面村”政权的调查工作。
第二次国共内战后期，李成瑞曾任华北人民政府财政部政策研究室主任。1949年3月23日，毛泽东自西柏坡去北平途中，曾经在李成瑞父亲李登魁的故居留宿。
中华人民共和国成立后，历任中央人民政府财政部农业税司副司长、国务院财贸办公室秘书（李先念的秘书）。这段时期，李成瑞全家人在中南海住了8年，与李先念家同一个院子为邻。1974年9月任国家统计局副局长，1981年10月任国家统计局局长。其间曾兼任国务院第三次全国人口普查（1982年）办公室主任。1984年5月离休，享受部长级医疗待遇。此后曾任国家统计局顾问、第七届全国人民代表大会财经委员会顾问。1981年起，先后兼任中国人民大学、厦门大学、中央财经大学等高等院校的教授。他曾当选为中国统计学会副会长、会长、名誉会长，国际统计学会副主席（是中国首次进入国际统计学会领导机构的统计学家）。还曾当选为中国人口学会副会长、中国财政学会副会长、孙冶方经济科学基金会理事。2009年，当选为“影响新中国60年经济建设的100位经济学家”。其主要专著和论文曾获得国家科学技术进步奖、孙冶方经济科学奖、全国优秀统计图书奖等奖项。
离休之后，李成瑞成为中华人民共和国左派的代表人物之一。他认为中国改革开放时期的社会结构出现了较大变化，认为形成了“新资产阶级”、分配不合理、对外国的依赖性增强，主张重新确立社会主义经济制度。另外他还提倡以立法手段增加官员财产透明度，以及通过合法斗争来增加工人的权益。《中流》和《真理的追求》停刊后，2003年，一批中共离退休高级干部发起成立了毛泽东旗帜网，这批老干部以顾问团队的形式存在，李成瑞是这个顾问团队的领头人和毛泽东旗帜网的思想主导者。2005年，他在中国延安精神研究会发表题为《聆听陈云经济思想活的灵魂》的演讲，并出版《陈云经济思想发展史》。据《南风窗》2010年披露，每年春节，李成瑞与李先念的其他秘书都相约去中南海探望李先念夫人林佳楣。生命中的最后几年，他还创办和主持“东方红社科网”（www.dfhsk.org，2014年被关闭）和《东方红文粹》。
2017年2月11日，李成瑞在北京协和医院病逝，享年95岁。

## 著作
- 《中华人民共和国农业税史稿》
- 《中国人口地图集》
- 《统计组织管理学》
- 《广泛地实行合同制度》
- 《社会主义的经济核算》
- 《社会主义的银行工作》
- 《财政、信贷与国民经济的综合平衡》
- 《中国人口普查及结果分析》
- 《21世纪统计三大新题初探》
- 《陈云经济思想发展史》，当代中国出版社，2005年。[12]
- 《大变化——我国当前社会经济结构变化情况及其复杂性分析》，北京：中国展望出版社，2007。[4]
- 《千人断指叹（诗文集）》
- 《分清真假马克思主义》，中国文化传播出版社，2010年3月。